# クープラン家
クープラン家またはクープラン一族は、17世紀から19世紀初頭までの200年間に、フランス音楽史、とりわけバロック音楽の時代に最も影響力のあった楽師の一族。クープラン一族の発祥の地は、パリ東部のショーム・アン・ブリ（現在のセーヌ＝エ＝マルヌ県）である。1653年の復活祭当日にルイ・クープランがその地位を得てから174年にわたって、クープラン家の出身者が、パリ4区のマレ地区にあるサン・ジェルヴェ教会オルガニストの地位を占めてきた。一族の最も有名な代表者は、「大クープラン」ことフランソワ・クープランである。

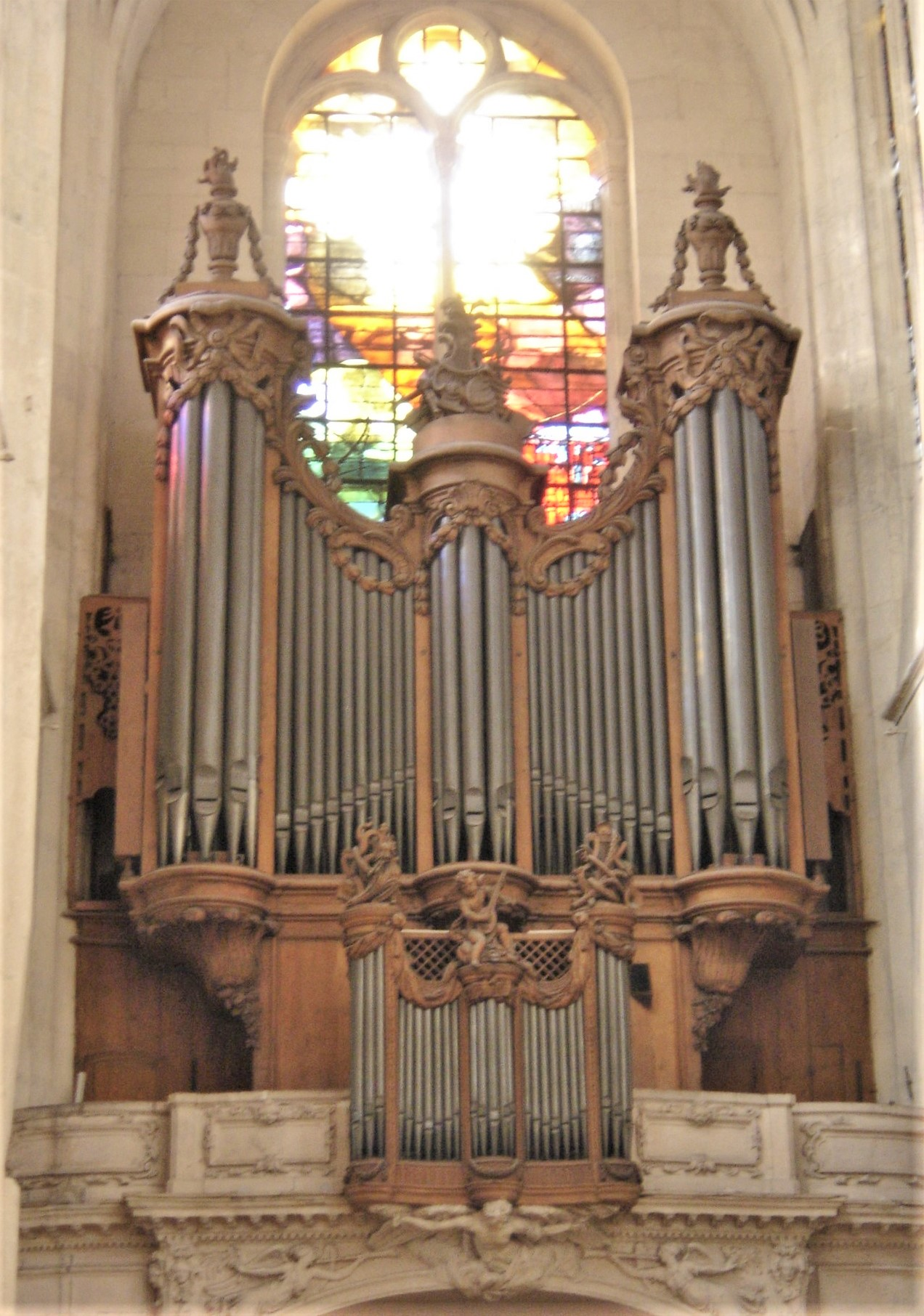
クープラン一族が使い続けてきたサン・ジェルヴェ教会のオルガン。17世紀のフレンチ・バロック様式。

## 簡略家系図
サン・ジェルヴェ教会オルガニストは、太字で表記した。
- マテュラン・クープラン（1640年没、農夫・楽器演奏者）
  - ドニ・クープラン（1656年没、公証人・楽器演奏者）
  - シャルル・クープラン(1) （1654年没、楽器演奏者）
    - ルイ・クープラン （1626-1661、クラヴサン奏者・オルガニスト・ヴィオラ・ダ・ガンバ奏者）
    - フランソワ・クープラン(1) （1631-1701、音楽家）
      - マルグリット＝ルイーズ・クープラン （1676-1728、女性歌手）
      - ニコラ・クープラン （1680-1748、オルガニスト）
        - アルマン＝ルイ・クープラン （1727-1789、オルガニスト・作曲家）
          - ピエール＝ルイ・クープラン （1755-1789、オルガニスト）
          - ジェルヴェ＝フランソワ・クープラン （1759-1826、オルガニスト）
            - セレスト＝テレーズ・クープラン （1795-1860、オルガニスト）

          - ニコラ＝ルイ・クープラン （1760-1817年以降)

    - シャルル・クープラン(2) （1639-1679)
      - フランソワ・クープラン(2) （大クープラン） （1668-1733）
        - マリー＝マドレーヌ・クープラン （1690-1742、修道女・オルガニスト）
        - フランソワ＝ローラン・クープラン （1740年以降没）
        - マルグリット＝アントワネット・クープラン（1705-1778、王宮クラヴサン奏者）